# Withego I. von Ostrau
Withego I. von Ostrau, auch Wittich(o) († 27. Oktober 1348 wahrscheinlich in Zeitz) war von 1335 bis 1348 Bischof von Naumburg.
Withego I. stammte aus der Familie von Ostrau, die sich nach gleichnamigen Ort nannte, der sich zur Wüstung entwickelte und in einer Flur bei Schkeuditz lag. Die Ursprünge des Schlosses Ostrau gehen auf eine Burganlage zurück, die sich im Besitz der Familie befand. Withego war der Sohn von Henning von Ostrau und dessen zweiter Ehefrau. Der spätere Naumburger Bischof Ulrich II. von Radefeld gilt als unmittelbarer Verwandter Withegos I.
Withego war 1315 Domherr in Merseburg, von 1324 bis 1326 Dechant in Zeitz und ab 1326 Propst in Sulza. Mit der Ernennung des Bischofs stellte das Domkapitel erstmals eine Wahlkapitulation auf, deren Bedingungen der Bischof einzuhalten hatte. Er bemühte sich nach seiner Ernennung auch um Absprachen mit Friedrich II., da vorausgegangene Konflikte das Verhältnis trübten. Im Thüringer Grafenkrieg verhielt er sich, anders als die Bündnispolitik seines Vorgängers, zurückhaltend. 1347 beendeten der Bischof und die Stadt Naumburg eine Fehde gegen Poppo von Würzburg und seine Söhne. Er befand sich mehrfach in päpstlichen Kommissionen, in denen überwiegend über Ehedispensen verhandelt wurde.
Der Ort seiner Bestattung ist unbekannt. Anderslautende Angaben zum Grabmal stammen aus der Taubeschen Chronik des Geschichtsfälschers Johann Georg Rauhe.